# ブルガリアのバレーボール選手一覧
この記事はブルガリアのバレーボール選手一覧（-せんしゅいちらん）である。
既に記事があるものに関してはCategory:ブルガリアのバレーボール選手を参照されたい。
この項目はCategoryではないので、記事の無い選手について赤リンクのままにしておく事が出来る。記事の無いものに関しては一時的に簡単な説明（時代、クラブ）等を併記しておいて構わない。

## 男子
- トドル・アレクシェフ
- エブゲーニ・イバノフ
- クラシミル・ガイダルスキ
- マテイ・カジースキ
- プラメン・コンスタンティノフ
- テオドル・サルパロフ
- アンドレイ・ジェコフ
- ディミタル・ズラタノフ
- フリスト・ツベタノフ
- ウラジミール・ニコロフ
- ダナイル・ミハイロフ
- ボヤン・ヨルダノフ

## 女子
- エヴァ・ヤネヴァ